# Эсаки, Лео
Лео Эсаки (яп. 江崎 玲於奈 Эсаки Рэона, известен также как Рэона Эсаки или Леона Эсаки; род. 12 марта 1925, Осака, Япония) — японский физик, лауреат Нобелевской премии 1973 года. Внёс значительный фундаментальный вклад в физику полупроводниковых материалов. Известен также как изобретатель диода Эсаки, использующего эффект туннелирования электрона. Доктор философии (1959), с 1960 года сотрудник IBM, член НАН США и Японской АН, иностранный член Американского философского общества (1991).

## Биография
Лео Эсаки родился в семье архитектора Соихиро Эсаки. Он рос неподалёку от Киото, там же окончил Третью высшую школу (фактически, часть Киотского университета). Лео начал изучение физики в Токийском университете, где получил степень бакалавра в 1947 году. Курс ядерной физики у Эсаки читал Хидэки Юкава, который впоследствии стал первым японским нобелевским лауреатом (1949).
По окончании университета Лео Эсаки занялся электроникой и с 1947 по 1956 год работал в компании Kawanishi Corporation (ныне Denso Ten). В 1956 году перешёл в корпорацию Tokyo Tsushin Kogyo (ныне Sony), где стал главой небольшой исследовательской группы. Изобретение транзистора американскими физиками Джоном Бардином, Уолтером Браттейном и Уильямом Шокли побудило Эсаки переключить интерес с вакуумных ламп на исследования сильнолегированных полупроводников - германия и кремния. В своей диссертационной работе Эсаки экспериментально подтвердил эффект туннелирования электронов, который был предсказан ещё в 1930-е годы, но до сих пор никогда не наблюдался.
Этот квантовый эффект был математически выявлен немецким физиком Фридрихом Хундом, затем описан Георгием Гамовым, Рональдом Герни, Эдвардом Кондоном и Максом Борном. Согласно квантовой теории, из-за принципа неопределённости электрон может туннелировать сквозь достаточно узкий потенциальный барьер, что невозможно с точки зрения классической механики.
В поиске проявления туннельного эффекта Эсаки исследовал  диоды, в которых, как известно, существует обедненный слой между полупроводниками n- и p-типа, представляющий собой потенциальный барьер для электронов. При увеличении концентрации легирующих примесей, ширина обедненного носителями слоя уменьшалась. И Эсаки с коллегами удалось добиться таких высоких концентраций, что ширина барьера оказывалась достаточной для туннелирования.
Он обнаружил, что при уменьшении ширины переходного слоя в германии на вольт-амперной характеристике появляется падающий участок, т.е. при увеличении напряжения ток уменьшался.  Обнаруженное отрицательное сопротивление было первой демонстрацией эффектов твердотельного туннелирования. На основе этого эффекта были сконструированы новые электронные устройства, названные впоследствии диодами Эсаки (или туннельными диодами). Его ключевая статья о новом явлении в p-n-переходе вышла в 1958 году в Physical Review.
Благодаря этому революционному открытию, которое привело к созданию генераторов и детекторов высокочастотных сигналов, Лео Эсаки получил докторскую степень в 1959 году, а через 15 лет, в 1973 году, был удостоен Нобелевской премии по физике.
В 1960 году переехал в США и устроился в Thomas J. Watson Research Center фирмы IBM (её сотрудник до 1992 года), с 1967 года лауреата IBM. Член Американской академии искусств и наук.
Длительное время Эсаки являлся, совместно с российским нобелевским лауреатом Ж. И. Алфёровым, сопредседателем международного симпозиума «Наноструктуры: физика и технология», раз в год проводящегося в РФ или Беларуси.

## Награды и признание
- 1959 — Мемориальная премия Нисины[яп.]
- 1959 — Премия Асахи
- 1960 — Toray Science and Technology Prize
- 1961 — Премия Морриса Либманна
- 1961 — Медаль Стюарта Баллантайна
- 1965 — Премия Японской академии наук
- 1973 — Нобелевская премия по физике за экспериментальные открытия туннельных явлений в полупроводниках и сверхпроводниках
- 1985 — Международная премия за новые материалы Американского физического общества
- 1989 — Премия Гарольда Пендера
- 1991 — Медаль почёта IEEE
- 1998 — Премия Японии

В его честь названа Премия Лео Эсаки.